# Stomoxys niger
Stomoxys niger är en tvåvingeart som beskrevs av Pierre Justin Marie Macquart 1851.
Stomoxys niger ingår i släktet Stomoxys och familjen husflugor. Inga underarter finns listade i Catalogue of Life.